# Leissigen
Leissigen ist eine politische Gemeinde im Verwaltungskreis Interlaken-Oberhasli des Kantons Bern in der Schweiz.
Neben der Einwohnergemeinde gibt es eine Burgergemeinde mit demselben Namen. Die evangelisch-reformierte Kirchgemeinde wird zusammen mit Därligen geführt.

## Ortsname
Der Name Leissigen kommt aus dem althochdeutschen Personennamen Lantgis und der Ortsnamensendung ‑ingun und bedeutet «bei den Leuten von Langtis/Langis».

## Geographie
Leissigen liegt im Berner Oberland am Thunersee. Die Nachbargemeinden von Osten beginnend im Uhrzeigersinn sind Därligen, Saxeten, Aeschi bei Spiez und Krattigen. Die südliche Gemeindegrenze bildet das Morgenberghorn (2249 m ü. M.).

## Wirtschaft
Der Tourismus in Leissigen ist schon sehr alt. Bereits 1628 unterhielt das Kloster Interlaken eine Klostertaverne in Leissigen. In der Folge nahm der Kur- und Badebetrieb einen Aufschwung. 1733 wurde erstmals von einem Leissigbad  gesprochen.
1870 legte zum ersten Mal ein Dampfschiff in Leissigen an. Mit dem Bau der Thunerseebahn 1893 begann der Tourismus richtig. Schon 1901 wurde der Verkehrsverein Leissigen gegründet.
Oberhalb Leissigens liegt die Meielisalp mit dem Aussichtsrestaurant «Hotel Meielisalp». Wahrzeichen von Leissigen ist das Morgenberghorn (2249 m) mit einer spektakulären Aussicht bis zum Chasseral und zu den schönsten Gipfeln der Berner Alpen. Die einmalige Lage am Thunersee lädt zum Wassersport und Baden ein.

### Verkehr
Leissigen liegt an der BLS-Bahnlinie Thun–Spiez–Interlaken und ist an die Autostrasse A8 angeschlossen. Seit dem Fahrplanwechsel im Dezember 2020 verkehren keine Züge mehr, sondern Busse auf der Strecke Spiez–Interlaken. Die Schiffländte Leissigen der BLS Schifffahrt wird im Sommer bedient.

## Bevölkerung
| Bevölkerungsentwicklung | Bevölkerungsentwicklung | Bevölkerungsentwicklung | Bevölkerungsentwicklung | Bevölkerungsentwicklung | Bevölkerungsentwicklung | Bevölkerungsentwicklung | Bevölkerungsentwicklung | Bevölkerungsentwicklung | Bevölkerungsentwicklung | Bevölkerungsentwicklung | Bevölkerungsentwicklung |
| ----------------------- | ----------------------- | ----------------------- | ----------------------- | ----------------------- | ----------------------- | ----------------------- | ----------------------- | ----------------------- | ----------------------- | ----------------------- | ----------------------- |
| Jahr                    | 1850                    | 1880                    | 1900                    | 1930                    | 1950                    | 1980                    | 1990                    | 2000                    | 2010                    | 2019                    | 2023                    |
| Einwohner               | 416                     | 440                     | 481                     | 601                     | 625                     | 663                     | 884                     | 898                     | 937                     | 1148                    | 1222                    |

## Politik
Gemeindepräsidentin der Einwohnergemeinde Leissigen ist seit 1. Januar 2021 Letizia Müller (glp).
Die Stimmenanteile der Parteien anlässlich der Nationalratswahl 2023 betrugen: SVP 37,3 % (+0,2 %), glp 13,0 % (+4,9 %), SP 12,3 % (−0,9 %), FDP 7,0 % (−0,7 %), Mitte 6,7 % (−5,2 %), EVP 6,0 % (+1,6 %), GPS 5,1 % (−3,8 %), EDU 5,1 % (+2,0 %).

## Geschichte

Luftbild von Werner Friedli (1956)

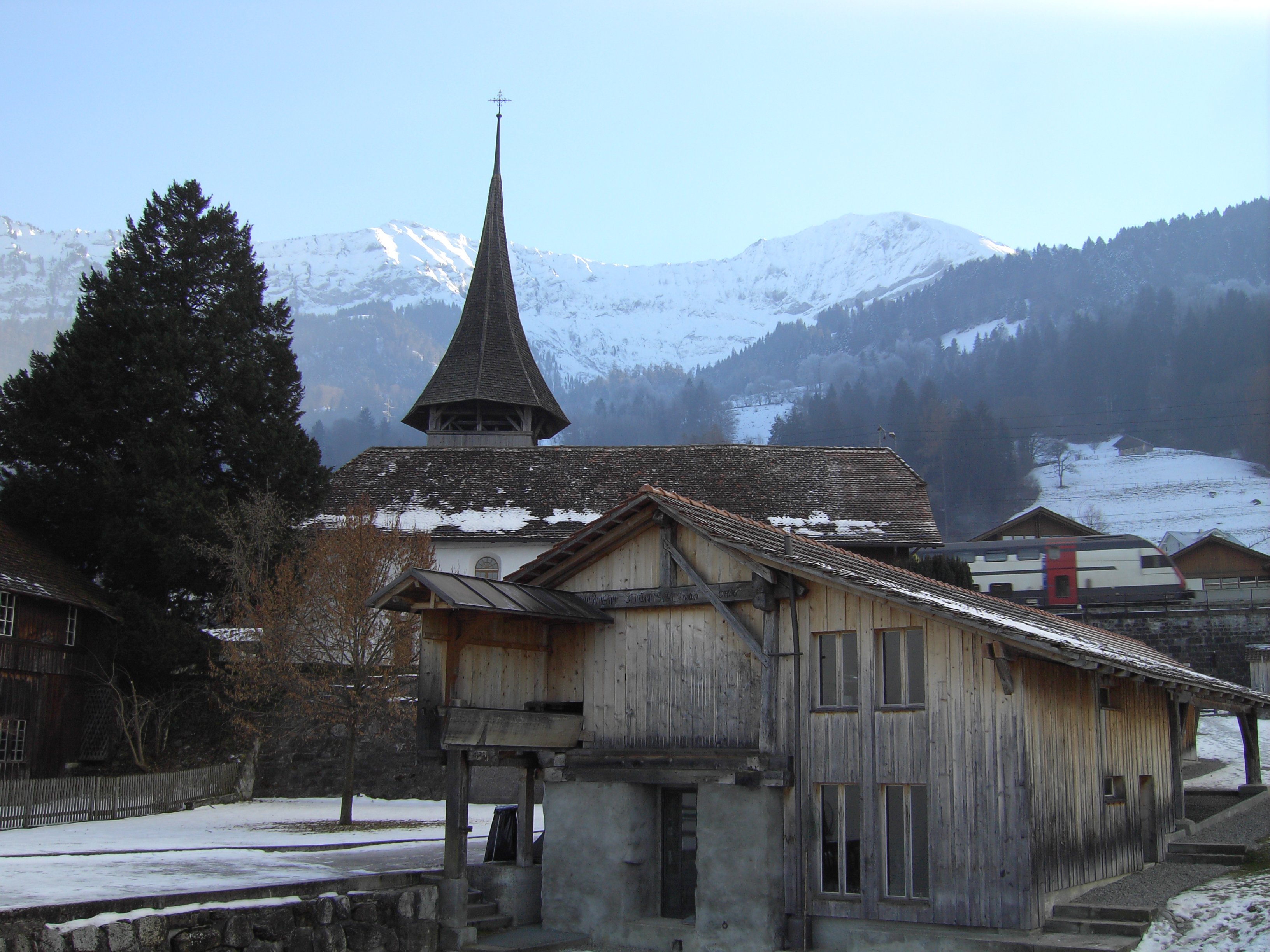
Kirche, davor eine alte Säge

1285 wurde das Dorf Lensengne genannt, 1290 auch Lenxingen. Die Siedlung ist aber wohl viel älter. Auf der Brunialp wurden ein Steinbeil und im Dorf mehrere Dolche und Bronzeschwerter gefunden.
Im Mittelalter gehörte das Dorf zur Herrschaft Unspunnen Rothenfluh. Danach gelangte es durch Erbteilung an die Freiherren von Weissenburg und schliesslich 1334 an das Kloster Interlaken. Nach der Säkularisation von 1528 wurde Leissigen der bernischen Landvogtei unterstellt.

## Die Kirche
Die Kirche aus dem 8. oder 9. Jahrhundert wurde nach einem Brand im Jahre 1675 wiederaufgebaut.
Zwischen 1973 und 1974 machte der Einbau einer Bodenheizung in der Pfarrkirche von Leissigen eine archäologische Untersuchung notwendig. Im Kirchenschiff, der am Mauerbestand erkennbaren ältesten Kirche, die im 9. oder 10. Jahrhundert entstanden sein dürfte, liegen acht beigabenlose Gräber. Es dürfte sich um Bestattungen handeln, die im Innern einer vollständig abgebrochenen hölzernen Vorläuferkirche des 8. oder 9. Jahrhunderts angelegt wurden. Im 11. Jahrhundert ersetzte man die erste Steinkirche durch eine Saalkirche. Dieses Gebäude reiht sich in die Gruppe der so genannten «Thunerseekirchen» ein. Im späten 14. oder im frühen 15. Jahrhundert erhielt die Kirche ihre heutige Gestalt, die auch nach der Reformation von 1528 belassen wurde, durch den Anbau des Turmes. Nach dem Brand im Jahre 1675 baute man die Kirche in einen Predigtsaal um. Bei der Restaurierung von 1973/74 wurden jüngere Umbauten rückgängig gemacht und der Zustand von 1675 im Kirchenraum wiederhergestellt. Bei der innerkirchlichen Untersuchung kamen drei einseitig geprägte Fundmünzen alamannischer Machart zutage, die aus dem 15. Jahrhundert stammen: ein Berner und ein Solothurner Haller sowie ein Basler Stebler. Die Gräber des 8. bzw. 9. Jahrhunderts umfassen drei Männer-, zwei Frauen- und vier Kindergräber. Zwei weitere Gräber waren sehr stark gestört. Morphologisch besteht eine bedeutende Heterogenität, welche gegen eine genetisch eng verbundene alamannische Einwanderergruppe spricht. An den Bestattungen beeindruckt die Häufung der Anomalien, jedoch sind es verschiedenartige und mehrheitlich individuell vorkommende.

## Gewerbe
Neben Land- und Obstbau, Fischerei und Bootsbau wurde der Gipsabbau zu einem neuen Erwerb. Dank dieser Gipsquelle entstand 1780 das Bade- und Kurhaus am See. Durch die schmale Uferzone wurde Leissigen immer mehr durch den Verkehr belastet. 1844 kam die Thunerseestrasse, 1887 die Schiffstation und 1893 die Bahnlinie. 1994 wurde der Umfahrungstunnel für die Autobahn eröffnet, und Leissigen wurde vom lästigen Durchgangsverkehr entlastet.

## Kunst, Kultur
Auf dem Finel oberhalb Leissigen entstanden einige bekannte Thunersee-Bilder des Malers Ferdinand Hodler.

### Schulen
In Leissigen gibt es einen Kindergarten, eine Primarschule und eine Realschule (1.–6. Klasse). Schüler der Sekundarschule, des Gymnasiums und der Berufsschule besuchen die Schulen in Interlaken.

### Sehenswürdigkeiten
Die 1841 erbaute historische Säge ist die einzige am Thunersee erhaltene Säge mit drei Antriebsarten: Wasserrad, Petrolmotor und Elektromotor.

## Persönlichkeiten
- Fritz Ringgenberg (1891–1977), Bankangestellter und Bühnenautor in Mundart